# Citronjordmyra
Citronjordmyra (Lasius carniolicus) är en art i insektsordningen steklar som tillhör familjen myror. 
Citronjordmyrans trivialnamn kommer av att den utsöndrar en citronliknande doft. Den lever i underjordiska samhällen, inledningsvis ofta som parasit i bon av gul tuvmyra, men ibland även kalkjordmyra. 
Citronjordmyrans arbetare liknar till utseende och storlek mycket arbetarna av gul tuvmyra. Drottningarna, det vill säga de fortplantningsdugliga honorna, är dock ungefär lika stora som sina arbetare, till skillnad från den gula tuvmyrans drottningar, vilka är betydligt större än sina arbetare. Citronjordmyrans drottningar kan skiljas från arbetarna genom sin brunaktiga istället för gulaktiga färg.
Citonjordmyran finns spridd från södra Norge till Medelhavet och österut till Vladivostok. I Europa är den dock överallt sällsynt. I Asien är den spridd österut till Mongoliet och Himalaya. I Sverige finns den endast på Öland och Gotland. I 2005 års rödlistning betraktades den som missgynnad. Det största hotet mot arten angavs vara igenväxning av dess habitat, som är torra, öppna och kalkrika marker med kort vegetation. 
I 2010 och 2015 års rödlista anges den inte längre som hotad, utan livskraftig (LC).